# 家田隆現
家田 隆現（いえだ りゅうげん、1927年（昭和2年）11月 - 2013年（平成25年）5月13日）は、日本の浄土宗 僧侶、幼児教育者、人形劇団主宰。
長野県東筑摩郡笹賀村（現・松本市）生まれ。1932年京都に転居。1948年旧制佛教専門学校（現・佛教大学）卒、1951年龍谷大学文学部卒。1951年西雲院住職。1954年幼児向人形劇団ゆりかごを設立。1968年むらさき幼稚園を開設、理事長。浄土宗大本山金戒光明寺執事長。1991年人形劇団ゆりかごの活動で正力松太郎賞 (仏教)奨励賞を受賞。1994年、藍綬褒章を受章。2013年5月13日、急性心不全のため死去。

## 著書
- 『たくましさを育てる 私的な幼児教育考』むらさき学園研究室、1978
- 『仏教系幼稚園の主張と実践』高文堂出版社、1983
- 『み仏と幼育行動』高文堂出版社、1985
- 『保育と養育との提携 二十一世紀への試行』高文堂出版社、1988
- 『京都西雲院 万日念仏と結衆道心者』高文堂出版社、1989
- 『言葉と表現』高文堂出版社、1990
- 『まごまごの記 家庭環境の自由化を求めて』高文堂出版社、1993
- 『もやい船 平成生れを育てる』高文堂出版社、1995
- 『子育てのひずみ いのちの大河からのアプローチ』高文堂出版社 現代ひずみ叢書、1996
- 『おもろい人形芝居』高文堂出版社、1999
- 『鯰説法』高文堂出版社、2002

共著
- 『幼児文化』根本正義共著 高文堂出版社 就学前教育全書、1986